# Helge Norseth
Helge Norseth (* 6. Dezember 1923 in Lurøy, Norwegen; † 22. November 2008) war ein norwegischer Widerstandsaktivist und KZ-Überlebender.
Norseth wurde am 6. Dezember 1923 als Sohn des Pfarrers Thorleif Norseth in Lurøy geboren und wuchs in Kolbu auf. 1935 zog die Familie nach Oslo, wo Norseths Vater von 1936 bis 1948 Vorsteher des Norwegischen Diakonenhauses war. Norseth hat mindestens einen Bruder und eine Schwester, Gurid.
1948 absolvierte Norseth das Ingenieursexamen an der Technischen Hochschule Stockholm, und arbeitete danach als Ingenieur in Molde, Hamar und Oslo. 1982 trat er vorzeitig in den Ruhestand ein. Seitdem war er aktiv unterwegs und berichtete als Zeitzeuge. Dabei besuchte er auch mehrmals verschiedene Stationen seiner Gefangenschaft.
Norseth heiratete 1948 und hatte mindestens eine Tochter, Kristin.

## Widerstand und Gefangenschaft
Norseth war Mitglied der Christlichen Gymnasiastenvereinigung und schloss sich 1941 mit 17 Jahren gemeinsam mit mehreren Kameraden einer Widerstandsgruppe an. Ziel der Gruppe war, für den Fall einer alliierten Invasion in Norwegen ein Kuriernetzwerk für die Alliierten bereitzustellen. Als durch die deutsche Besatzungsmacht im September 1941 alle Radioempfänger beschlagnahmt wurden, war der Empfang alliierter Nachrichten über Radio stark eingeschränkt. Ein Teil der Widerstandsgruppe, darunter Norseth, brachten daraufhin zwischen November 1941 und April 1942 eine illegale Zeitung heraus, die sie BBC Norwegian Service nannten. Die Zeitung erschien zweimal wöchentlich in einer Auflage von 1500 Exemplaren. Teilweise wurden die Zeitungen im Keller der elterlichen Dienstwohnung im Diakonenhaus gedruckt.
Am 5. Mai 1942 wurde Norseth abends in der elterlichen Wohnung verhaftet und die ganze Nacht hindurch unter Misshandlungen verhört. Am nächsten Tag wurde er in das Gefängnis Bredveit gebracht, das seit 1941 für Politische Gefangene des Nationalsozialismus betrieben wurde. Weitere Gefängnisse waren Åkerbergweg (Oslo), Grini (Oslo), Sachsenhausen, Natzweiler, Dachau, Ottobrunn und Dautmergen. In Sachsenhausen wurde inoffiziell bekannt, dass Norseth ein NN-Häftling ist. Durch viele Freunde und Gönner unterstützt, wurde sein Abtransport lange Zeit hinausgezögert, konnte jedoch nicht vollständig verhindert werden. Norseth war in Natzweiler einer von 75 norwegischen NN-Häftlingen. Als am 7. März 1945 im Lager Dautmergen bei Balingen auf der Schwäbischen Alb alle Norweger aufgerufen wurden, war Norseth einer der drei überlebenden von den ursprünglich 75.
Mit den Weißen Bussen des Schwedischen Roten Kreuzes wurde Norseth erst nach Dachau und später nach Neuengamme bei Hamburg transportiert. Dort erkrankte Norseth Ende März 1945 lebensbedrohlich an Typhus. Das Krankenhauspersonal hatte Norseth schon aufgegeben, doch seine Freunde pflegten ihn intensiv weiter. Trotz der Krankheit wurde er von Mitte bis Ende April 1945 über Padborg, Aabenraa, Kolding und Fredericia nach Helsingborg in Schweden transportiert, wo er sich zusehends erholte. Das Kriegsende erlebte er im Sanatorium Ramlösa Brunn in Helsingborg.
Am 25. Mai 1945 erreichte er wieder Oslo.
Seine Aufzeichnungen über die Gefangenschaft in den verschiedenen KZ vermachte Norseth 1978 dem Norwegischen Widerstandsmuseum in Oslo.